# Кампанелла, Анджело
Анджело Кампанелла (итал. Angelo Campanella; ок. 1748, Рим — 13 января 1811, Рим) — итальянский рисовальщик и гравёр, художник-акварелист. Мастер «помпейского стиля» — одного из стилевых течений периода неоклассицизма.

## Биография
Кампанелла родился в Риме, учился рисованию и живописи у Джованни Вольпато. Он гравировал рисунки статуй двенадцати апостолов, найденных в церкви Сан-Джованни-ин-Латерано; и некоторые из оригиналов для издания «Schola Italica picturae» Гэвина Гамильтона, опубликованного в 1772 году, в котором собраны гравюры, воспроизводящие картины выдающихся итальянских художников, в том числе «Введение во храм» по картине Фра Бартоломео, «Христос с учениками в Эммаусе», «Избиение младенцев» и «Амур и Психея» по оригиналам Рафаэля.
С 1778 года живописцы Антон фон Марон и Антон Рафаэль Менгс под влиянием моды на неоклассический «помпейский стиль» создавали графические реконструкции росписей античной виллы Негрони (Виллы Монтальто) в Риме, руины которой обнаружили на Эсквилине в 1777 году. Акварели переводил в раскрашенные акварелью офорты Анджело Кампанелла. Офорты были опубликованы в двенадцати раскрашенных вручную гравюрах в течение следующих двадцати четырёх лет. Они стали важной частью неоклассического «помпейского стиля» рубежа XVIII—XIX веков. Мотивы этих росписей использовали в декоративном искусстве, росписи фарфора и при создании «помпейской мебели».

## Росписи античной Виллы Негрони в Риме. Раскрашенные офорты А. Кампанеллы по акварелям А. фон Марона и А. Р. Менгса. 1778—1802
- Адонис, возвращающийся с охоты
- Адонис умирает на коленях Венеры
- Венера и служанка учат купидонов плавать
- Венера учит купидонов летать
- Вакх и Ариадна
- Минерва у трофея